# Salah Azaïz
Salah Azaïz ou Salah Azaïez (arabe : صالح عزيز), né le 24 novembre 1911 à Soliman et mort le 23 juillet 1953 à Tunis, est le premier chirurgien tunisien de l'histoire contemporaine et le précurseur de la chirurgie du cancer en Tunisie.

## Biographie

### Études
Issu d'une famille d'origine andalouse et sfaxienne, et né à Soliman en 1911, Salah Azaïz obtient son baccalauréat à l'âge de vingt ans et décide de poursuivre des études de médecine en France. Il suit son premier cycle d'études médicales à la faculté de médecine de Montpellier avant de terminer son deuxième cycle à la faculté de médecine de Paris en 1937,, en impressionnant certains professeurs comme Pierre Duval. Reconnu surtout pour son talent de chirurgien, il devient ainsi interne puis praticien aux hôpitaux de Paris.
En 1940, il obtient son doctorat en médecine de la faculté de médecine de Paris, en soutenant sa thèse intitulée Grossesse tubaire et salpingo-ovarites, puis, en raison de l'occupation de la France par l'Allemagne lors de la Seconde Guerre mondiale, il décide de rentrer à Tunis pour s'y installer.

### Carrière
À Tunis, il commence sa carrière en tant qu'assistant de chirurgien puis devient le premier chirurgien de l'histoire contemporaine de la Tunisie à la suite d'un concours organisé par le docteur Jean Demirleau, chirurgien à l'hôpital Sadiki.
Exerçant à l'hôpital Sadiki ainsi que dans sa propre clinique qu'il ouvre à la rue El Jarra, il est le premier Tunisien à réaliser plusieurs manœuvres chirurgicales difficiles et le précurseur local de la chirurgie du cancer (particulièrement celui du sein).
Grâce à ces performances, il est nommé en tant que membre du décanat des médecins à Tunis, de 1948 à 1951, et devient en août 1950 le premier médecin tunisien à être élevé au grade de chirurgien en chef à l'hôpital Sadiki sous l'influence de Mohamed Ben Salem, ministre de la Santé,.

### Engagement patriotique
Outre l'exercice de son métier, il se fait aussi connaître pour ses activités politiques. En effet, il soigne les combattants blessés et les fellagas lors de leurs confrontations avec l'armée française, au cours des rébellions armées des années 1950. Il cache de même de grands dirigeants de la résistance, dont Ali Essid, dans sa propre clinique. En raison de cet engagement, sa clinique est fouillée plusieurs fois par les autorités du protectorat français.
Ce soutien nationaliste lui vaut aussi d'être sélectionné le 31 juillet 1952 parmi les quarante personnalités tunisiennes qui discutent les réformes imposées par Jean de Hauteclocque.

### Fin de vie
Ennuyé par ses activités médicales et politiques, son état de santé commence à se détériorer dès le printemps 1953. Il finit par mourir brusquement à l'âge de 42 ans, le 23 juillet 1953, dans sa propre clinique de Tunis alors qu'il s'apprête à réaliser une opération chirurgicale.

## Publications
Passionné par la recherche scientifique en chirurgie, il publie quelques travaux scientifiques dont :
- Salah Azaïz, « Reconstitution prothétique de la hanche et fracture du col », La Presse médicale, vol. 59, no 32,‎ janvier 1951, p. 656 (ISSN 0755-4982).
- Salah Azaïz, J. Delastre et A. Sergent, « À propos du traitement du volvulus du sigmoïde », La Presse médicale, vol. 59, no 33,‎ janvier 1951, p. 678 (ISSN 0755-4982).

## Mémoire

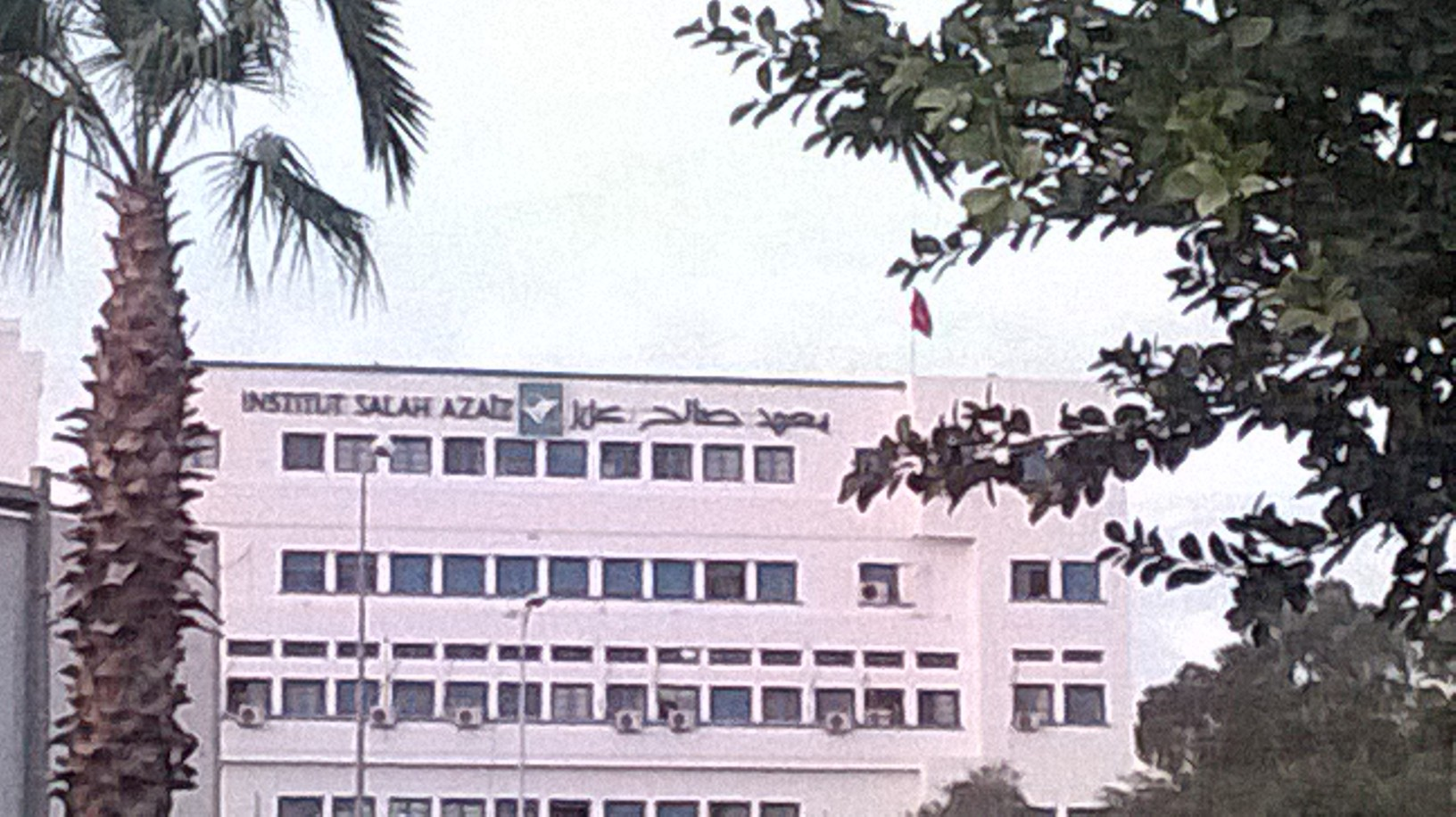
Institut Salah-Azaïz.

L'Institut national de cancérologie, centre de référence en Tunisie pour la surveillance, le diagnostic et le traitement des cancers fondé en 1969, est baptisé « Institut Salah-Azaïz » en son honneur,.
Des rues Salah-Azaïz sont également baptisées en sa mémoire dans quelques villes tunisiennes comme Menzel Bouzelfa (Nabeul) et Mtorrech (Gabès).
En juin 2012, un hommage lui est rendu lors d'un congrès intitulé Soin des atteints par le cancer : rôle et accompagnement et organisé par l'hôpital de Soliman.